# 第162突厥斯坦步兵師 (德國國防軍)
第162突厥斯坦步兵師（德語：162. Turkmenische Infanterie Division）是納粹德國國防軍陸軍的一個步兵師。該師於1943年5月組建，成員由苏联红军的突厥人戰俘組成。
該師組建後，一直在意大利作戰。
該師最後於1945年5月在帕多瓦向盟軍投降。

## 註腳
1. ↑  Mitcham（2007年）